# Ty23
Ty23 (расшифровывается как: Towarowy (пол. Товарный), осевая характеристика — y (1-5-0), появился в 1923 году) — польский грузовой магистральный паровоз типа 1-5-0. В довоенный период (до 1939 года) на польских железных дорогах являлся основным грузовым паровозом и считался одним из лучших локомотивов Польши. В 1937 году на его основе был создан Ty37.

## История
Проект паровоза был разработан в начале 1920-х под руководством инженера Вацлава Лопушинского. В отличие от многих других европейских паровозов, данные паровозы уже имели брусковую раму. Так как паровозостроительные заводы Польши были не готовы сразу наладить выпуск таких машин, то для начала их заказали немецкому заводу Шварцкопф, который в 1923 году изготовил первые 15 паровозов серии (№ 1 — 15). В 1924—1925 гг. ещё 60 паровозов, за более низкую цену, выпустили бельгийские заводы Cockerill (26 шт, № 16 — 41), St. Leonard (19 шт, № 42 — 60) и Franco-Belge (15 шт, № 61 — 75). В 1926 году эти паровозы стали выпускать и польские заводы, а именно: Цегельского (1926—1932 гг, 164 шт), Варшавское акционерное общество  (1927—1934 гг, 266 шт) и завод в Хшануве  (1929—1931 гг, 106 шт). Всего же было построено 612 паровозов серии Ty23. В процессе выпуска, с 1929 года тендеры данных паровозов стали оборудоваться механическими углеподатчиками.
В 1930-е паровозы серии Ty23 были основными польскими грузовыми паровозами, которые имея осевую нагрузку не более 17 тс, могли развивать довольно значительную силу тяги, поэтому их использовали для тяги тяжёлых грузовых поездов. В 1937 году для замены этого паровоза был создан Ty37, однако в 1939 году, в связи с военной обстановкой, эта замена прекратилась.
В связи с оккупацией немецкими войсками территории Польши, часть польских железных дорог попала под управление немецких железных дорог. Более 438 паровозов Ty23 стали относиться к локомотивному парку Германии, где им присвоили серию 58 (если точнее, то 58.23-27). Восточная же часть Польши попала под управление Советского Союза и была включена в состав Белоруссии и Украины. Попавшим на советские железные дороги паровозам Ty23 (по разным данным их было от 164 до 170 шт.) присвоили серию Ту23 (латиницу заменили на кириллицу). Значительную часть из них (по советским данным — 160 шт, по немецким — 84) позже переделали на колею 1524 мм и отправили на южные участки Туркестано-Сибирской железной дороги. Также есть данные, что около 8 паровозов Ty23 попали в Румынию, где им присвоили серию 537.1 (1948 году 7 из них были возвращены в Польшу).
После окончания войны, на польских железных дорогах ещё оставалось 258 паровозов этой серии, однако в результате возвращения их из других стран (последний прибыл в 1956 из ГДР), число паровозов Ty23 на польских дорогах возросло до 312. В связи с появлением более мощных паровозов (Ty45, Ty51), паровозы Ty23 в 1950-х стали постепенно снимать с главных линий и переводить на манёвры. В основном эксплуатация этих паровозов прекратилась к 1979 году.
На настоящее время известно 3 сохранившихся паровоза серии: Ty23-104, Ty23-145 и Ty23-273. Все они находятся на территории Польши.